# Gravatjärnen (Kalls socken, Jämtland, 707801-135653)
Gravatjärnen är en sjö i Åre kommun i Jämtland och ingår i Indalsälvens huvudavrinningsområde. Sjön har en area på 0,069 kvadratkilometer och ligger 424,9 meter över havet.

## Delavrinningsområde
Gravatjärnen ingår i det delavrinningsområde (707784-135511) som SMHI kallar för Inloppet i Äcklingen. Medelhöjden är 532 meter över havet och ytan är 17,48 kvadratkilometer. Räknas de 16 avrinningsområdena uppströms in blir den ackumulerade arean 101,85 kvadratkilometer. Ycklan (Storvallån) som avvattnar avrinningsområdet har biflödesordning 2, vilket innebär att vattnet flödar genom totalt 2 vattendrag innan det når havet efter 355 kilometer. Avrinningsområdet består mestadels av skog (63 procent), sankmarker (14 procent) och kalfjäll (22 procent). Avrinningsområdet har 0,21 kvadratkilometer vattenytor vilket ger det en sjöprocent på 1,2 procent.